# هنري غولدمان
هنري غولدمان (بالإنجليزية: Henry Goldman)‏ هو مصرفي الاستثمار ‏ أمريكي، ولد في 21 سبتمبر 1857 في فيلادلفيا في الولايات المتحدة، وتوفي في 4 أبريل 1937 في نيويورك في الولايات المتحدة.